# Amleto Daissé
Amleto Daissé (1906-1964) foi um diretor de fotografia italiano que trabalhou durante a maior parte de sua carreira no Brasil. Entre outros, trabalhou na conhecida companhia cinematográfica brasileira Atlântida e na Produções Cinematográficas Herbert Richers (empresa antecessora da Herbert Richers).
Foi premiado no I Festival de Cinema do Rio de Janeiro, na categoria direção de fotografia, pelo filme Amei um Bicheiro, recebendo o prêmio no valor de Cr$ 50.000,00; em 1953.

## Carreira[5]

### Filmes
- 1965 O Beijo
- 1964 Pão de Açúcar
- 1963 Boca de Ouro
- 1963 Bonitinha, Mas Ordinária
- 1963 Quero Essa Mulher Assim Mesmo
- 1962 Bom Mesmo é Carnaval
- 1962 Os Cosmonautas
- 1962 O Assalto ao Trem Pagador
- 1961 O Dono da Bola
- 1961 O Homem Que Roubou a Copa do Mundo
- 1961 Um Candango na Belacap
- 1960 Briga, Mulher e Samba
- 1960 O Viúvo Alegre
- 1960 Tudo Legal
- 1960 Vai Que É Mole
- 1959 Entrei de Gaiato
- 1959 Garota Enxuta
- 1959 Mulheres, Cheguei!
- 1959 Mulheres à Vista
- 1959 Os Três Cangaceiros
- 1959 Pistoleiro Bossa Nova
- 1959 Maria 38
- 1958 E o Bicho Não Deu
- 1958 Massagista de Madame
- 1957 Espírito de Porco
- 1957 Metido a Bacana
- 1957 Pé na Tábua
- 1957 Sherlock de Araque
- 1957 Com Jeito Vai
- 1956 Com Água na Boca
- 1956 De Pernas Pro Ar
- 1956 Guerra ao Samba
- 1956 O Golpe
- 1956 Vamos com Calma
- 1955 Nem Sansão Nem Dalila
- 1955 O Primo do Cangaceiro
- 1955 Colégio de Brotos
- 1954 Malandros em Quarta Dimensão
- 1954 Matar ou Correr
- 1954 Carnaval em Caxias
- 1953 A Carne É o Diabo
- 1953 A Dupla do Barulho
- 1953 Amei um Bicheiro
- 1952 Areias Ardentes
- 1952 Barnabé Tu És Meu
- 1952 Carnaval Atlântida
- 1952 Mulher do Diabo
- 1952 Três Vagabundos
- 1951 Aí Vem o Barão
- 1951 Meu Dia Chegará
- 1950 Écharpe de Seda
- 1949 Iracema

### Escritor/Roteirista
- 1954 Matar ou Correr

### Assistente de Direção
- 1957 Metido a Bacana

### Operador de Câmera
- 1956 Tira a mão daí!
- 1956 Depois Eu Conto
- 1949 O Caçula do Barulho
- 1948 Isole nella laguna
- 1948 Romantici a Venezia
- 1948 Il miracolo di San Gennaro
- 1947 Angelina, A Deputada
- 1942 Don Cesare di Bazan